# شهباز گبر
شهباز گبر (نام علمی: Micronisus gabar) نام یک گونه از تیره بازان است.